# Ораторське мистецтво
Ора́торське мисте́цтво — це досконале вміння говорити до групи людей у структурований, виважений спосіб із наміром надати інформацію, вплинути, чи розважити слухачів, що у широкому сенсі є розділом мистецтва.

## Мета
У ораторстві, як і в будь-якій іншій формі комунікації, є п'ять основних елементів, що часто виражені як «хто та що говорить, до кого звертається і в якому оточенні та з яким ефектом».
Мета ораторського мистецтва — виклад оратором його позиції перед опонентом або аудиторією, захист власної точки зору. Цієї мети він досягає, використовуючи підготовлену промову і техніку ораторської майстерності.

## Ораторське мистецтво за Античних часів
Ще за часів Гомера вміння красно говорити високо цінувалося всіма греками, викликало подив і захоплення. А сам Гомер прирівнював красномовство до мистецтва воювати.
У VII—VI ст. до н. е. красномовством захоплювалися в усіх грецьких державах, але воно ще не мало ніяких установлених правил чи засобів. Із зародженням історіографії промови почали поступово входити в історичні твори й ставати їх невіддільною частиною. Теорія ораторського мистецтва спочатку виникла в Сицилії, а потім з особливою інтенсивністю розвивалася в Афінах. З розвитком афінської демократії Народні збори почали розв'язувати всі питання зовнішньої та внутрішньої політики. 
Отже, постала необхідність прилюдно виступати, доводити свою правоту, заперечувати докази опонента, переконувати присутніх. Потрібно було захищати інтереси своїх угруповань чи партій, що вели між собою часом дуже напружену політичну боротьбу. Через це значно серйознішим став підхід промовця до своєї лексики, форми виголошування промови, яка мала бути не лише розумною і логічною, але й красивою. Греки завжди цінували естетику слова. Промови, з якими виступали в Народних зборах, називалися політичними (або дорадчими).
Великим поштовхом до розвитку красномовства було встановлення ще Соломоном народного суду, або суду присяжних (геліеї), де підсудному доводилося захищати себе самому. Адже ніяких адвокатських установ не існувало, захищати людину не було кому. Рятування підсудного часто залежало від його власних здібностей виголосити обґрунтовану й майстерно побудовану промову. Проте, переважна частина демосу не володіла ораторським хистом. Унаслідок цього, швидко з'являється нова професія логографів — людей, які писали промови для інших. Такі промови називали судовими.
До якихось святкових днів, пам'ятних дат чи ювілеїв виголошувалися урочисті промови. А на початку V ст. до н. е. виникли промови, що супроводжували поховальні обряди, вони називалися епітафіями («надгробними»). Це слово у греків існувало й раніше, але позначало воно напис на могильній плиті.
Зміцнення демократії викликало необхідність у появи промовців — професіоналів і певних шкіл, де б люди могли вчитися нового мистецтва. Вже з середини V ст. до н. е. з'являються школи софістів, професійних учителів. Вони вчили правильно і логічно говорити, викладали загальні правила красномовства, головні принципи ведення полемік і дискусій. Деякі з цих шкіл почали називати школами риторів, теоретиків ораторського мистецтва. Разом із ними виникає і нова наука — риторика. 
Першими відомими риторами були Протагор, який викладав у багатьох містах Еллади, Продік, Тісій тощо, але їхні промови дійшли до нас лише у фрагментах. Перші теоретичні розробки красномовства з'явилися в Сицилії. Вони пов'язані з ім'ям Горгія, відомого ритора V ст. до н. е. якого вважають засновником грецької художньої прози, одним з найліпших теоретиків нового мистецтва, в яке він увів низку стилістичних і художніх засобів (т. зв. горгієві фігури). Зокрема, Горгій вимагав, щоб промова звучала як поезія в прозі, містила образні метафори, епітети, звороти. Речення повинне мати ритмічний поділ, ефектні вислови. У ньому не може бути збігів голосних чи приголосних між словами. Одним з перших, Горгій зрозумів силу ораторського слова, яке може переконувати у правоті навіть неправої справи, бо здатне «обдурювати душу»

#### В Україні
XIX—XX ст. загальний рівень риторики в Україні, як і у світі в цілому, помітно знижується; спостерігається піднесення академічного красномовства, хоча XX ст. не дало ніякого розвитку елоквенції (ораторському мистецтву), особливо в тоталітарних державах, у тому числі й в колишньому СРСР. Тоталітарні режими не сприяли пошуку способів втілення думки у вишуканому слові. Риторику було трактовано як беззмістовну пишноту вислову, її перестають викладати у вишах і школах.
Загалом, слід сказати, що початок XX ст. — це трагічна епоха. З одного боку, це пора піднесення національної самосвідомості українців, буяння духовної та митецької культури краю, розвій найрізноманітніших шкіл і течій у літературі та мистецтві. З другого боку, цей національний ренесанс був приречений на загибель в умовах наростання тоталітаризму. Зокрема, якщо йдеться про вільний розвиток української мови, що звільнилася з-під гніту попереднього утиску в самодержавній Росії, то успіхи її безперечні. Але паралельно починається, як складова частина боротьби з "українським націоналізмом", поступова, планова та невблаганна русифікація України. За цих умов годі було й сподіватися на будь-який розвій української риторики.
У Києві з 1979 року почала діяти Київська міська школа ораторського мистецтва молоді.
Новий спалах у розвитку української риторики відбувається вже в період розбудови нашої незалежної держави. Останнім часом інтерес до даної науки в Україні все більше зростає. Володіння навичками ораторського мистецтва на сьогодні є необхідною умовою сучасного фахівця в будь-якій сфері.
Опануванню риторики сприяють підручники С. Д. Абрамовича, Л. І. Мацько, В. В. Молдована, Г. М. Сагач та інших авторів, що вийшли друком наприкінці XX—початку XXI ст.

### Політична промова
Визначними промовцями були афінські державні діячі, Фемістокл та Ефіальт. Але особливо досконалим даром слова володів Перикл, якого через це називали «олімпійцем» — із трибуни він «кидав громи та блискавки», його промови підкоряли могутністю й силою ораторського пафосу, проникливістю і бездоганною формою. Однак, вони до нас не дійшли. Ті, що наводилися Фукідідом, лише відбивали зміст і дух, можливо, справді виголошених Периклом промов, але не відтворювали точно їх лексичну (словесну форму).